# 트리파라디소스 협의
트리파라디소스 협의 또는 트리파라디소스의 분할(Partition of Triparadisus)로 불리며, 기원전 321년에 시리아의 오론테스강 근처의 도시 트리파라디소스에서 열린 알렉산더 대왕의 디아도코이(후계 장군)의 권력 분할 협정이다. 기원전 323년에 대왕의 사후에 열린 바빌론 회의에서의 결정을 수정한 것이었다.

## 배경
기원전 323년 알렉산드로스 대왕이 급사하자, 왕위는 대왕의 이복동생 필리포스 3세와 대왕의 유복자 알렉산더 4세가 이어 받았다. 그러나 필리포스 3세는 지적장애를 가지고 있었으며, 대왕의 사후에 태어난 어린 알렉산더 4세는 정치를 할 수 없었기 때문에 페르디카스가 섭정으로 취임했다.
실질적인 제국의 일인자가 된 페르디카스와 그를 경계했던 안티파트로스, 프톨레마이오스, 크라테로스 등의 여러 장군은 권력 다툼을 벌였고, 곧 디아도코이 전쟁이 벌어졌다.
기원전 321년에 페르디카스는 프톨레마이오스를 징벌하기 위해 이집트로 쳐들어 갔다. 그러나 길 위에서 부하 장군들(페이톤, 안티게네스, 셀레우코스)에 의해 암살되었다. 그리고 페르디카스의 사후 제국의 체제를 결정하기 위해 그리고 새로운 권력 분배를 결정하기 위해 같은 해 시리아의 오론테스강 상류에 있었던 트리파라디소스에서 디아도코이 회의가 소집된 것이다.

## 내용
여기에서는 바빌론 회의에서 결정된 지위와 태수령의 재편이 이루어졌다. 프톨레마이오스는 공석이 된 섭정 정도 페이톤과 아리다이오스를 붙이려 했지만 필리포스 3세의 왕비 에우리디케 2세(필리포스 2세의 조카 아민타스 4세와 필리포스 2세의 딸 키나네의 딸)의 강한 반대로 섭정의 자리에는 안티파트로스가 취임했다. 에우리디케 2세는 안티파트로스에 대해서도 열변을 토했고, 자신이 실권 장악을 노리고 있었지만, 여러 장군의 지지를 받지 못하고, 실패로 돌아갔다. 결정 사항에 관하여는 콘스탄티노폴리스의 총 대주교 포티오스를 통해 전해지고 있다. 아리아노스의 설명과 디오도로스의 묘사도 남아 있다. 바빌론 회의의 경우와 달리 양자 사료의 내용에 큰 차이는 없다.

### 새 직책
바빌론 회의에서 수정된 직책은 아래와 같다.
- 섭정은 안티파트로스가 취임.
- 천부장(전체 기병대장)은 카산드로스 취임 (디오도로스에 따르면 이 인사는 안티고노스가 야망을 추구하지 않도록 하기 위한 감시역으로 한다).
- 전권 장군(전군 총사령관)은 안티고노스가 취임 이전 페르디카스 잔당 토벌을 명했다.
- 측근 호위는 아가토크레스의 아들 아우토루코스, 페우케스타스의 동생 아민타스, 프톨레마이오스의 아들 프톨레마이오스, 그리고 폴리페르콘의 아들 알렉산더가 취임했다.

### 신임자
새로 태수령을 얻었던 또는 변경된 인물과 지역은 아래와 같다.
- 헬레스폰투스, 프리기아는 아리다이오스로 한다.
- 리디아는 크레토스로 한다.
- 카파도키아는 니카노르로 한다.
- 박트리아와 소그디아나는 스타사노르로 한다.
- 아레이아와 드란기아나는 스타산드로스로 한다.
- 킬리키아는 필로크세노스로 한다.
- 메소포타미아와 아르베라 지방은 암피마코스로 한다.
- 스시아나는 은방패 병단의 지휘관 안티게네스로 한다.
- 바빌로니아는 셀레우코스로 한다.
- 페르시스는 페우케스타스로 한다.
- 인도의 파로파미소스 산 부근( 간다라) 령이 페이톤에 추가되었다.
- 파로파미소스는 록사네 아버지 옥시아르테스에게 추가되었다.
- 파르티아는 필리포스로 한다.

### 유임
바빌론 회의에서 속주령에 거의 변화가 없었는 사람은 아래와 같다.
- 이집트 일대는 프톨레마이오스가 통치한다.
- 시리아는 라오메돈이 통치한다.
- 카르마니아는 토레포레모스이 통치한다.
- 메디아는 페이톤이 통치한다.
- 아라코시아와 게도로시아는 시비루티오스로 한다.
- 카리아는 아산드로스가 통치한다.
- 프리기아, 리카오니아, 팜필리아, 리키아는 안티고노스

파타라를 포함한 인더스강 이후 국가의 통치자는 포로스가, 히다스페스강 당은 타크실레스가 계속 유임시켰다. 이것은 알렉산더에 의해 안심하고 영토를 늘렸던 포로스와 타크실레스를 쫓아내기 쉽지 않는 문제를 고려했기 때문이다.

## 같이 보기
- 바빌론 회의
- 디아도코이 전쟁
- 디아도코이